# James Dible
James Kenneth Victor Dible (* 24. Mai 1890 in South Stoneham, Hampshire; † Dezember 1976) war ein britischer Diplomat.

## Leben und Tätigkeit
James Dible war ein Sohn von William Dible und seiner Frau Margaret Anne. Er studierte am Haileybury College und schlug dann die Militärlaufbahn ein: 1908 trat er in das Royal Military College in Camberley ein. Zum 18. September 1909 wurde er dem Royal Warwickshire Regiment zugeteilt. Ab Oktober 1910 war er in Britisch-Indien stationiert. 1910 erreichte er den Rang eines Leutnants und 1914 den eines Captains. Im Dezember 1919 schied Dible als Zahlmeister (Paymaster) aus der Armee aus. Stattdessen trat er mit Aufnahmedatum vom 19. September 1919 in den britischen diplomatischen Dienst ein.
Als Diplomat wurde Dible zunächst als Vizekonsul auf Probe in Algier verwendet. Am 1. April 1921 erhielt er den Rang eines Vizekonsuls. Vom 12. Juli 1921 bis zum 11. Februar 1922 fungierte er als geschäftsführender Generalkonsul in Algerien. Zum 14. Juni 1922 folgte seine Versetzung als Vizekonsul nach Straßburg. Dort übernahm er 1922 (7. August bis 27. Oktober) und in jedem Jahr von 1924 bis 1927 während dienstlicher Abwesenheiten oder Verhinderungen des Generalkonsuls die Funktion eines geschäftsführenden Generalkonsuls. Seit dem 1. Oktober 1927 leitete Dible das britische Vizekonsulat in Lima. Mit Anweisung vom 2. Februar 1928 wurde er dauerhaft dorthin versetzt. Am 1. September 1928 wurde er geschäftsführender Konsul in Callao und wurde zum 5. Oktober 1928 zum Konsul in Lima befördert. Vom 6. Januar bis zum 15. Februar 1929 fungierte er dort als Geschäftsträger (Charge d’Affaires).
Zum 17. Januar 1930 wurde Dible auf den Posten des Vizekonsuls für Pas-de-Calais in Lille versetzt. Von dort wechselte er zum 16. September 1936 nach Oporto. Mit Wirkung zum 17. Juni 1938 wurde Dible vom Foreign Office nach Amsterdam geschickt, wo er den lokalen Rang eines Generalkonsuls erhielt. Zu dieser Zeit geriet er aufgrund seiner Beziehungen zu dem NS-Gegner Theo Hespers ins Visier der Gestapo: Mindestens ein Treffen beider Männer im britischen Konsulat in Amsterdam wurde von Spitzeln der Abwehr, des deutschen Militärgeheimdienstes, beschattet. Von den nationalsozialistischen Polizeiorganen, die hiervon erfuhren, wurde Dible daraufhin als wichtige Zielperson eingestuft. 1940 setzte das Reichssicherheitshauptamt in Berlin ihn auf die Sonderfahndungsliste G.B., ein Verzeichnis von Personen, die im Falle einer erfolgreichen deutschen Invasion Großbritanniens durch die Sonderkommandos der SS-Einsatzgruppen mit besonderer Priorität ausfindig gemacht und verhaftet werden sollten.
Am 20. November 1939 wurde Dible nach Bordeaux versetzt. Nach dem Ausbruch des Zweiten Weltkrieges wurde er zum 1. August 1940 dem Home Office, dem britischen Innenministerium, zugeteilt, wo er bis März 1942 tätig blieb. In diesem Monat wechselte er ins Handelsministerium (Board of Trade). Am 19. Dezember 1944 wurde Dible zum Generalkonsul ernannt und im Rang eines Generalmajors dem Oberkommando der Alliierten Invasionsstreitkräfte in Europa (Supreme Headquarters Allied Expeditionary Force) zugeteilt.
Im Dezember 1945 wurde Dible zum Generalkonsul im chilenischen Valparaíso ernannt. Auf diesem Posten verblieb er, bis er 1950 in den Ruhestand ging, den er in Huntingdon verbrachte.